# Home Again (musical)
Home Again is een Nederlandse rockmusical van lef! theater, in samenwerking met Nationaal Fonds Kinderhulp. De voorstelling behandelt actuele thema's uit de jeugdzorg in Nederland en is geschreven door Dick van den Heuvel. De muziek is gecomponeerd door Fons Merkies en de regie is van Benno Hoogveld.  Home Again gaat op 8 maart 2012 in première in de Deventer Schouwburg en speelt tot eind mei 2012 in theaters door heel Nederland.

## Verhaal
Een opvanghuis aan de rand van de stad. De jongeren die er wonen, zijn het taaiste soort tuig dat er bestaat. Ze zijn erin geslaagd al hun begeleiders het huis uit te jagen en zijn nu aan zichzelf overgeleverd.
Dan komt Burg in het huis. Op de vlucht voor politie en medecriminelen, omdat hij nog één laatste klus moest doen om afscheid te nemen van zijn criminele bestaan. Die klus gaat volkomen verkeerd en als hij geen vluchtplaats meer kan vinden, bedenkt Burg dat hij wellicht onderdak kan krijgen in dit huis, bij zijn jongere broer Sept.
Daar zal hij er alles aan doen om de groep jongeren op het rechte pad te helpen en niet dezelfde fouten te maken als hij zelf, totdat ze ontdekken wie hij werkelijk is..

## Rolverdeling
- Joel de Tombe - Burg
- Maickel Leijenhorst - Borre
- Amir Vahidi - Kuzun
- Desi van Doeveren - TeeTee
- Nicole Rushing - Stans
- Coumba van Hoven - Vlieg
- Guus Bok - Sept

## Creatief Team
- Muziek - Fons Merkies
- Scenario - Dick van den Heuvel
- Regie - Benno Hoogveld
- Muzikale Leiding - Floris Verbeij
- Licht- en Decorontwerp - Uri Rapaport
- Geluidsontwerp - Marc Baijens
- Audities - Shira Halevi, Kemna Casting
- Regieassistent - Ton van Wolde
- Technische Supervisie - Peter Peereboom
- Producent - Michiel Morssinkhof
- Producent - Rob Ytsma